# Miltochrista dentatelineata
Miltochrista dentatelineata är en fjärilsart som beskrevs av Barend J. Lempke 1964. Miltochrista dentatelineata ingår i släktet Miltochrista och familjen björnspinnare. Inga underarter finns listade i Catalogue of Life.